# AP-1

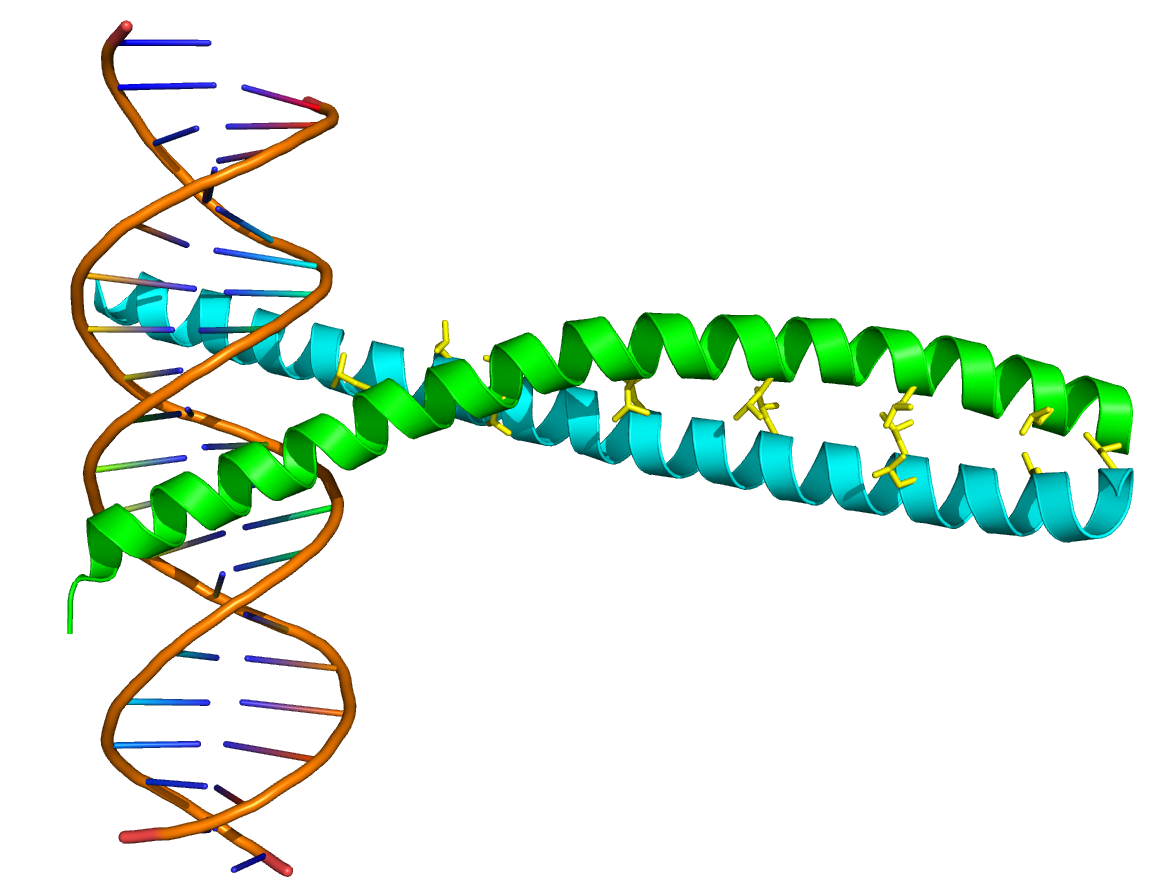
AP-1/DNA複合体の結晶構造。c-Fos（シアン）とc-Jun（緑）から構成されているAP-1ヘテロ二量体とDNA（茶）が複合体を形成している。

AP-1（エーピーワン、activator protein 1、アクチベータータンパク質1）は、c-Fos、c-Jun、ATF、JDPファミリーに属するタンパク質で構成されているヘテロ二量体タンパク質の転写因子である。AP-1はサイトカイン・成長因子・ストレス・バクテリア・ウイルスの感染など様々な刺激に応答して遺伝子発現を制御している。同様に、細胞の分化・増殖・アポトーシスなど多くの細胞内プロセスを制御している。
AP-1はTPA DNA応答配列 (TRE; 5'-TGAG/CTCA-3') を含む遺伝子の転写を上昇させる。AP-1の二量体構造はロイシンジッパーで形成されているが、DNA配列には塩基性アミノ酸領域を介して結合する。